# Peder Jensen Roskilde
Peder Jensen Roskilde, född 6 april 1575 i Roskilde, död 1641 i Væster Hæsinge, var en dansk prosodiker och poet.
Peder Jensen Roskilde var son till köpmannen Jens Christophersen och barnbarn till diktaren och humanisten Petrus Parvus Rosænfontanus. Efter studier på latinskolan i Roskilde studerade han teologi i Köpenhamn. Därefter verkade han som sockenpräst i Væster Hæsinge på Fyn. Under påverkan av Johannes Clajus författade han Prosodia Danicæ Linguæ (1627), vilket är den första danska versläran. Verslära var av stor betydelse för dåtidens diktning. Han skrev också Vergils Bucolica (1639) och översatte Thomas Bangs verk Laurus Danica (1641). Han skrev även psalmer, av vilka två publicerades i Catechetiske Sang, til Daglig Gudeligheds Øffuelse (1628). Många fler psalmer finns i den otryckta samlingen Aandelig dagtjeniste (1631) och behandlar alla vardagens göromål i ett kristet liv. Han var även upphovsman till dikten Ny Maymaanetz Sang (äldsta bevarade tryck från 1646).